# Věra Řeháčková
Věra Řeháčková (* 14. srpna 1950 v Brně) je česká spisovatelka, autorka knih pro děti i dospělé.

## Život
Absolvovala učiliště pro prodavačky a až do sedmnácti let ji nenapadlo, že by mohla být spisovatelkou. Prodávala v klenotnictví.
Během studia na učilišti se zrodil námět jejího úspěšného románu Za bílými mřížemi: měla napsat slohovou práci o svém největším zážitku a protože jako malá strávila tři měsíce v nemocnici s nemocným srdcem, vzala si za téma právě toto. Tato práce sklidila velký úspěch, a tak ji v sedmnácti letech zpracovala pro svoji první knihu, která ale vyšla až v roce 1996.
Prozatím vydala přes 50 knih. Píše romány pro děti od devíti let, dospívající dívky i dospělé. Jako téma knih pro ženy jsou jí blízké ženy v obtížných životních situacích.

## Dílo

### Psychologické romány pro ženy
- Chci mámu a tátu, 1993
- Vyhoštěni z ráje, 1994 – příběh rozvedené matky s dospívající dcerou
- Ač nevidím, vnímám, 1995 – příběh učitelky, která při se zranila při horolezeckém výstupu a přišla o zrak
- Láska s chutí pelyňku, 1995 – hrdinka touží po dítěti, ale žije v nevydařeném manželství
- A štěstí osleplo, 1996 – příběh ženy ze současnosti, která má lakomého a bezcitného manžela a syna, který se o ni nezajímá
- Nebýt jako máma, 1996 – ukazuje, že alkoholismus nemusí postihnout jen muže, příběh rodiny rozvrácené matčiným alkoholismem a závislostí na hracích automatech
- Vždyť já se uzdravím, táto, 1996 – příběh malého chlapce, který dlouhodobě bojuje s leukémií
- Za bílými mřížemi, 1996 – dlouhodobý pobyt v nemocnici očima malé dívky s nemocným srdcem
- Není všem dnům konec, 1997 – příběh rozvedené matky se sedmnáctiletým synem
- Vzali mi i dítě (autentický příběh), 1999
- Hledám muže za účelem- , 2000
- Mít pro koho žít, 2000 – mladá žena se vyrovnává se situací, že po úrazu musí strávít zbytek života na vozíčku
- Bojím se svého syna?, 2001
- Dcera proti matce, 2002 – generační konflikt matky a dcery
- Mládí nevybouřené, 2003
- Mnoho lásky škodí, 2004

### Romány pro mladší čtenářky
- Jsi jednička, Zuzko, 1995 – dívčí román
- série Zlatka, děvče od koní, 1997, Zlatka nezbednice, 1997, Zlatko, a co láska?, 1997
- Na koni pro lásku, 1998
- Říkal jsi mi Pampeliško, 1998
- série Jana a Dana aneb Dvojčata tropí hlouposti, 1999, Jana a Dana aneb Kvítka z čertovy zahrádky, 1999, Jana a Dana aneb Uličnice k pohledání, 1999
- Aniččiny příhody s opičkou Sisi, 2000
- série Lucka a její kamarádi, 2001, Lucka mezi partou ostřílenců, 2001, Lucka s partou na putovním táboře, 2001
- série Nik a Nika, super dvojka, 2001, Nik a Nika v nesnázích, 2001, Nik a Nika v nové roli, 2001
- Pětka povedených pacientů, 2001 – dívka po úrazu jede do lázní, kde si najde nové kamarády
- série Věrka, dareba z nábřeží, 2003, Věrka, dcerka za všechny drobné, 2003, Věrka, postrach Zátiší, 2003
- série Adam a Erik – kluci z hor, 2004, Adamovy a Erikovy zážitky z hor, 2004
- Dvě puberťačky na krku, 2005
- Dívka se zvláštními schopnostmi (2007), S tajemnem a láskou se nežertuje (2007)
- Holka bez minulosti 2009
- "Katčin potřeštěný nápad"
- "kašlu na kluky" 2011